# ۲-سی-متیل اریتریتول ۴-فسفات
۲-سی-متیل اریتریتول ۴-فسفات  (به انگلیسی: 2-C-Methylerythritol 4-phosphate) با فرمول شیمیایی C5H13O7P یک ترکیب شیمیایی با شناسه پاب‌کم 15143 است. که جرم مولی آن ۲۱۶٫۱۲۶ گرم بر مول می‌باشد. 